# Ferdinand Breidbach

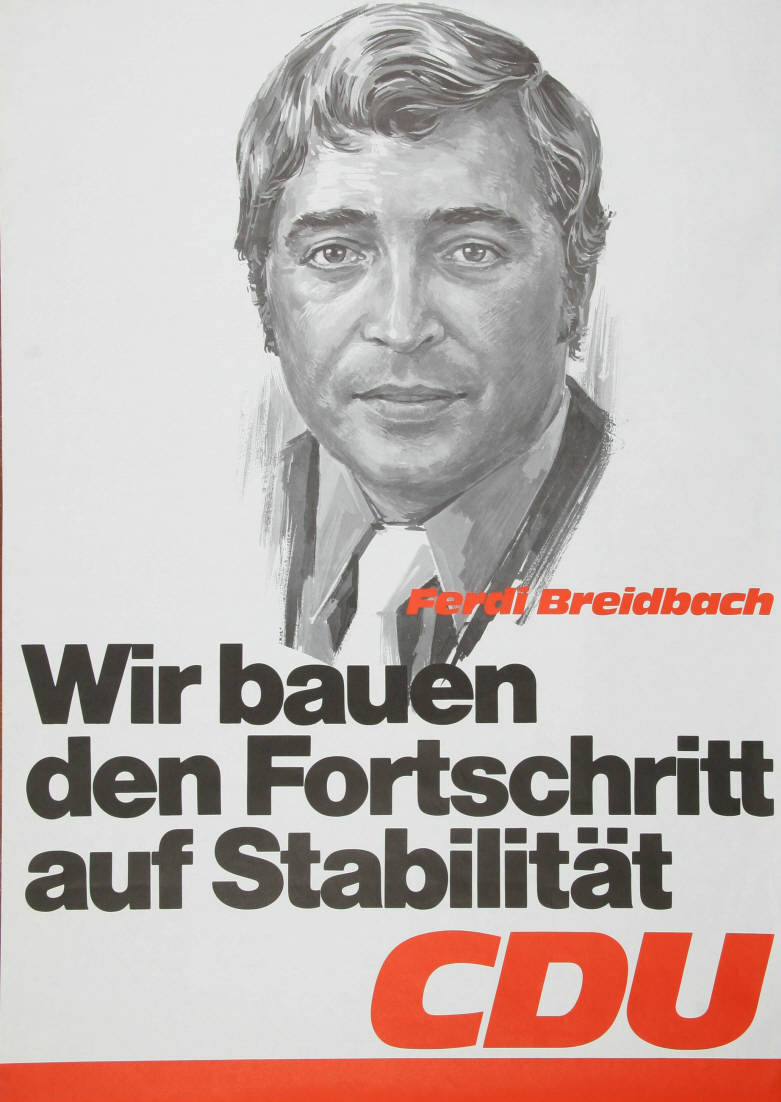
Ferdi Breidbach auf einem Wahlplakat zur Bundestagswahl 1972

Ferdinand „Ferdi“ Breidbach (* 3. Mai 1938 in Langenberg) ist ein deutscher Politiker (CDU).

## Leben und Beruf
Nach dem Schulbesuch absolvierte Breidbach eine Ausbildung zum Schlosser und arbeitete anschließend bis 1960 in diesem Beruf. Er nahm 1962 eine Tätigkeit als Gewerkschaftssekretär auf und war unter anderem Pressereferent beim Bundesvorstand des DGB. 1975 wurde er als Angestellter bei der Informationszentrale Edelstahl-Rostfrei beschäftigt.
Als Vorsitzender des Bürgervereins Brandenburg-Berlin (BVBB) spricht Breidbach sich gegen den Ausbau des Flughafens Berlin-Schönefeld zu einem Großflughafen aus, organisierte regelmäßig Demonstrationen gegen das Projekt und veröffentlichte im Jahre 2011 ein Konzept zur Nachnutzung. Er begleitete zuvor maßgeblich eines der größten Anhörungsverfahren und daraus folgend das größte Planfeststellungsverfahren des Bundesverwaltungsgerichts, welches aus etwa 4000 Einzelklagen von Bürgern aus dem Schönefelder Umland bestand. Das am 16. März 2006 vom Bundesverwaltungsgericht in Leipzig abgewiesene Verfahren sollte im Jahre 2011 durch das Bekanntwerden eines den Klägern bislang unbekannten Schriftverkehrs im Zusammenhang mit den geänderten Flugrouten in die Restitution geführt werden. Das Bundesverwaltungsgericht stellte dazu fest: „Die vorgelegten Urkunden sollen vor allem beweisen, dass der Beklagte und die Beigeladene zu 1 wider besseres Wissen aus sachfremden Gründen an der Grobplanung der Flugverfahren mit geradlinigen Abflugrouten festgehalten haben. Diese Behauptung wird durch die Urkunden nicht bewiesen.“ Dementsprechend wurden die Restitutionsklagen mit Urteil vom 31. Juli 2012 abgewiesen.

## Partei
Breidbach ist seit 1956 Mitglied der CDU. Er war von 1962 bis 1968 Landesvorsitzender der Jungen Arbeitnehmerschaft und wurde anschließend Vorsitzender der CDU-Sozialausschüsse im Bezirk Ruhr.

## Abgeordneter
Bei der Bundestagswahl 1969 wurde Breidbach in den Deutschen Bundestag gewählt, dem er bis 1980 angehörte. Er war stets über die Landesliste der CDU Nordrhein-Westfalen ins Parlament eingezogen. Dort gehörte er dem Wirtschaftsausschuss an.

## Öffentliche Ämter
Breidbach amtierte von 1999 bis 2001 als Ortsbürgermeister der Gemeinde Diedersdorf.